# Fußball-Weltmeisterschaft 2022/Wales
Dieser Artikel behandelt die walisische Fußballnationalmannschaft bei der Fußball-Weltmeisterschaft 2022. Wales nahm zum zweiten Mal an der Endrunde teil. Bei der bisher einzigen Endrundenteilnahme 1958 scheiterten sie im Viertelfinale am späteren Weltmeister Brasilien. Bei der Endrunde trafen sie u. a. auf England, womit erstmals zwei britische Männermannschaften bei einer WM-Endrunde aufeinander trafen. Nach einem Remis gegen die USA und Niederlagen gegen den Iran und England schieden die Waliser in der Vorrunde aus.

## Qualifikation
Die Mannschaft qualifizierte sich über die Qualifikationsspiele des europäischen Fußballverbandes UEFA für die Weltmeisterschaft in Katar.

### Spiele

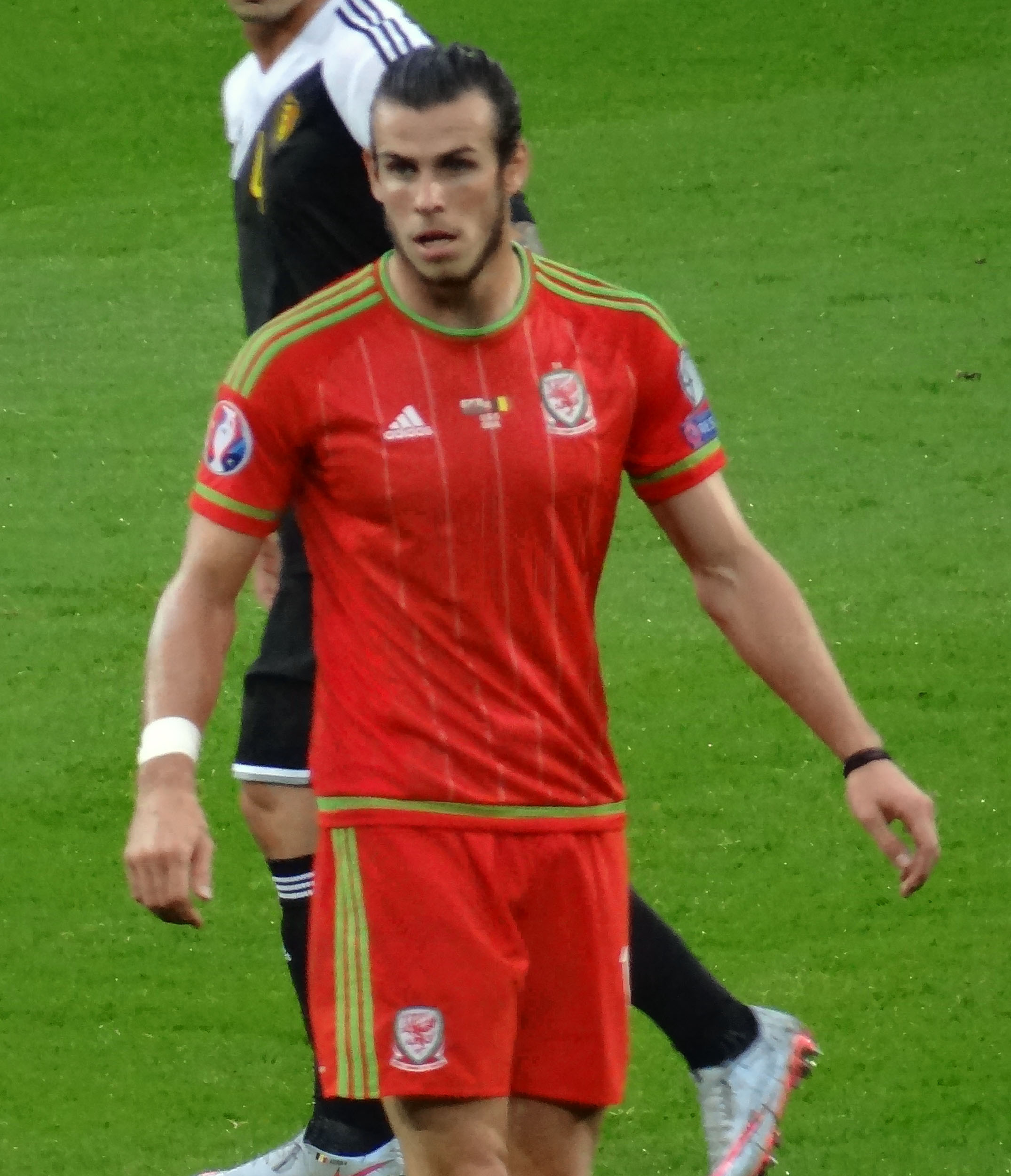
Gareth Bale, bester walisischer Torschütze in der Qualifikation

Wales wurde in eine Fünfergruppe gelost mit dem FIFA-Weltranglistenersten Belgien als Gruppenkopf. Weiter zugelost wurden Tschechien, Estland und Belarus. Von den acht daraus entstandenen Begegnungen verlor die walisische Mannschaft nur das erste Spiel in Belgien, holte danach vier Siege und drei Remis, womit der zweite Platz erreicht wurde, durch den Waliser an den Play-offs teilnehmen konnten, in denen sie sich das letzte europäische WM-Ticket sicherten.
Insgesamt kamen 24 Spieler zum Einsatz. Keine der qualifizierten Mannschaften setzte weniger Spieler ein. 20 Spieler standen auch im Kader für die EM 2021, die zwischen den Qualifikationsspielen stattfand. 15 Spieler kamen in mindestens der Hälfte der Spiele zum Einsatz, aber nur Daniel James in allen zehn Spielen. Auf neun Einsätze kam Joe Allen, je achtmal kamen Ethan Ampadu, Chris Mepham, Joe Morrell, Connor Roberts, Joe Rodon, Torhüter Danny Ward und Harry Wilson. Lediglich Mark Harris kam während der Qualifikation zu seinem ersten A-Länderspiel.
Bester Torschütze war mit fünf Toren Gareth Bale, der aber nur in fünf Spielen eingesetzt wurde und am 13. November 2021 sein 100. Länderspiel bestritt. Bale erzielte drei der fünf Tore beim 3:2-Sieg gegen Belarus und die beiden anderen im Play-off-Halbfinale gegen Österreich. Insgesamt trafen acht walisische Spieler. Sein erstes Länderspieltor erzielte Ben Davies in seinem 68. Länderspiel.
| Datum      | Spielort      | Gastgeber  |   | Gast       | Ergebnis  | Torschützen für Belgien                                                |
| ---------- | ------------- | ---------- | - | ---------- | --------- | ---------------------------------------------------------------------- |
| 24.03.2021 | Löwen         | Belgien    | – | Wales      | 3:1 (2:1) | Harry Wilson                                                           |
| 30.03.2021 | Cardiff       | Wales      | – | Tschechien | 1:0 (0:0) | Daniel James                                                           |
| 05.09.2021 | Kasan (RUS) 2 | Belarus    | – | Wales      | 2:3 (2:1) | Gareth Bale (3, 2× Elfm.)                                              |
| 08.09.2021 | Cardiff       | Wales      | – | Estland    | 0:0       |                                                                        |
| 08.10.2021 | Prag          | Tschechien | – | Wales      | 2:2 (1:1) | Aaron Ramsey, Daniel James                                             |
| 11.10.2021 | Tallinn       | Estland    | – | Wales      | 0:1 (0:1) | Kieffer Moore                                                          |
| 13.11.2021 | Cardiff       | Wales      | – | Belarus    | 5:1 (2:0) | Aaron Ramsey (2, 1× Elfm.) Neco Williams, Ben Davies 1, Connor Roberts |
| 16.11.2021 | Cardiff       | Wales      | – | Belgien    | 1:1 (1:1) | Kieffer Moore                                                          |

### Abschlusstabelle der Qualifikationsrunde
| Pl. | Mannschaft | Sp. | S | U | N | Tore    | Diff. | Punkte |
| --- | ---------- | --- | - | - | - | ------- | ----- | ------ |
| 1.  | Belgien    | 8   | 6 | 2 | 0 | 025:600 | +19   | 20     |
| 2.  | Wales      | 8   | 4 | 3 | 1 | 014:900 | +5    | 15     |
| 3.  | Tschechien | 8   | 4 | 2 | 2 | 014:900 | +5    | 14     |
| 4.  | Estland    | 8   | 1 | 1 | 6 | 009:210 | −12   | 04     |
| 5.  | Belarus    | 8   | 1 | 0 | 7 | 007:240 | −17   | 03     |

Anmerkung: Die drittplatzierte tschechische Mannschaft nahm als einer der zwei besten Gruppensieger der UEFA Nations League 2020/21, welche nicht als Sieger oder Zweitplatzierter der WM-Qualifikationsspiele an der Endrunde oder den Play-offs teilnahmen, an den Play-offs teil, scheiterte aber dort an Schweden.

### Play-off
Als Gruppenzweiter waren die Waliser für die Play-offs qualifiziert. Das Los ergab, dass sie im März 2022 Heimrecht gegen Österreich hatten. Der Sieger hätte dann Heimrecht gegen den Sieger des Spiels zwischen Schottland und der Ukraine gehabt. Nach dem russischen Überfall auf die Ukraine im Februar 2022 entschieden sich die vier Verbände zusammen mit UEFA und FIFA, dass das Spiel zwischen der Ukraine und Schottland verschoben werden sollte. Es fand dann im Juni statt, womit auch das Play-off-Finale, das die Waliser nach dem 2:1-Sieg gegen Österreich erreicht hatten, erst im Juni stattfand. Die Ukrainer setzten sich in Schottland mit 3:1 durch und spielten dann in Wales, wo sie durch ein Eigentor ihres Kapitäns Andrij Jarmolenko mit 0:1 verloren, womit Wales erstmals nach 1958 wieder die WM-Endrunde erreichte.

## Vorbereitung
Die Vorbereitung besteht diesmal im Wesentlichen aus Pflichtspielen in der UEFA Nations League 2022/23.

### Spiele
| Datum      | Ergebnis    | Gegner | Austragungsort | Anlass          | Walisische Torschützen                         |
| ---------- | ----------- | ------ | -------------- | --------------- | ---------------------------------------------- |
| 08.06.2022 | Niederlande | 1:2    | Nations League | Cardiff         | Rhys Norrington-Davies (90. 1)                 |
| 11.06.2022 | Belgien     | 1:1    | Nations League | Cardiff         | Brennan Johnson (86. 1)                        |
| 14.06.2022 | Niederlande | 2:3    | Nations League | Rotterdam (NLD) | Brennan Johnson (26.), Gareth Bale (90./Elfm.) |
| 22.09.2022 | Belgien     | 1:2    | Nations League | Brüssel (BEL)   | Kieffer Moore (50.)                            |
| 25.09.2022 | Polen       | 0:1    | Nations League | Cardiff         |                                                |

## Kader
Der Kader wurde am 9. November 2022 vorgestellt.
| Position   | Nr. 1 | Name            | Verein 2           | Geburts- datum     | Einsätze | Tore | Debüt | Letzter Einsatz | Anzahl der Spiele | Tor | Gelbe Karte | Gelb-Rote Karte | Rote Karte |
| ---------- | ----- | --------------- | ------------------ | ------------------ | -------- | ---- | ----- | --------------- | ----------------- | --- | ----------- | --------------- | ---------- |
| Tor        | 21    | Adam Davies     | Sheffield United   | 17. Juli 1992      | 3        | 0    | 2019  | 08.06.2022      |                   |     |             |                 |            |
| Tor        | 01    | Wayne Hennessey | Nottingham Forest  | 24. Januar 1987    | 106      | 0    | 2007  | 25.09.2022      | 2                 |     |             |                 | 1          |
| Tor        | 12    | Danny Ward      | Leicester City     | 22. Juni 1993      | 26       | 0    | 2016  | 08.06.2022      | 2                 |     |             |                 |            |
| Abwehr     | 15    | Ethan Ampadu    | Spezia Calcio      | 14. September 2000 | 37       | 0    | 2017  | 22.09.2022      | 3                 |     |             |                 |            |
| Abwehr     | 04    | Ben Davies      | Tottenham Hotspur  | 24. April 1993     | 74       | 1    | 2012  | 14.06.2022      | 3                 |     |             |                 |            |
| Abwehr     | 02    | Chris Gunter    | AFC Wimbledon      | 21. Juli 1989      | 109      | 0    | 2007  | 14.06.2022      |                   |     |             |                 |            |
| Abwehr     | 05    | Chris Mepham    | AFC Bournemouth    | 5. November 1997   | 33       | 0    | 2018  | 22.09.2022      | 3                 |     | 1           |                 |            |
| Abwehr     | 14    | Connor Roberts  | FC Burnley         | 23. September 1995 | 41       | 3    | 2018  | 25.09.2022      | 3                 |     |             |                 |            |
| Abwehr     | 06    | Joe Rodon       | Stade Rennes       | 22. Oktober 1997   | 30       | 0    | 2019  | 25.09.2022      | 3                 |     | 1           |                 |            |
| Abwehr     | 03    | Neco Williams   | Nottingham Forest  | 13. April 2001     | 23       | 1    | 2020  | 25.09.2022      | 3                 |     |             |                 |            |
| Abwehr     | 24    | Ben Cabango     | Swansea City       | 30. Mai 2000       | 5        | 0    | 2020  | 25.09.2022      |                   |     |             |                 |            |
| Abwehr     | 17    | Tom Lockyer     | Luton Town FC      | 3. Dezember 1994   | 14       | 0    | 2017  | 01.09.2021      |                   |     |             |                 |            |
| Mittelfeld | 07    | Joe Allen       | Swansea City       | 14. März 1990      | 72       | 3    | 2009  | 11.06.2022      | 2                 |     |             |                 |            |
| Mittelfeld | 25    | Rubin Colwill   | Cardiff City       | 27. April 2002     | 7        | 1    | 2021  | 25.09.2022      | 1                 |     |             |                 |            |
| Mittelfeld | 23    | Dylan Levitt    | Dundee United      | 17. November 2000  | 13       | 0    | 2020  | 25.09.2022      |                   |     |             |                 |            |
| Mittelfeld | 16    | Joe Morrell     | FC Portsmouth      | 3. Januar 1997     | 30       | 0    | 2019  | 25.09.2022      | 2                 |     |             |                 |            |
| Mittelfeld | 10    | Aaron Ramsey    | OGC Nizza          | 26. Dezember 1990  | 75       | 20   | 2008  | 14.06.2022      | 3                 |     | 1           |                 |            |
| Mittelfeld | 26    | Matthew Smith   | Milton Keynes Dons | 22. November 1999  | 19       | 0    | 2018  | 22.09.2022      |                   |     |             |                 |            |
| Mittelfeld | 22    | Sorba Thomas    | Huddersfield Town  | 25. Januar 1999    | 6        | 0    | 2021  | 25.09.2022      | 1                 |     |             |                 |            |
| Mittelfeld | 18    | Jonny Williams  | Swindon Town       | 9. Oktober 1993    | 33       | 2    | 2013  | 01.06.2022      |                   |     |             |                 |            |
| Mittelfeld | 08    | Harry Wilson    | FC Fulham          | 22. März 1997      | 39       | 5    | 2013  | 14.06.2022      | 3                 |     |             |                 |            |
| Sturm      | 11    | Gareth Bale     | Los Angeles FC     | 16. Juli 1989      | 108      | 40   | 2006  | 25.09.2022      | 3                 | 1   | 1           |                 |            |
| Sturm      | 19    | Mark Harris     | Cardiff City       | 29. Dezember 1998  | 5        | 0    | 2021  | 01.06.2022      |                   |     |             |                 |            |
| Sturm      | 20    | Daniel James    | FC Fulham          | 10. November 1997  | 38       | 5    | 2018  | 25.09.2022      | 3                 |     | 1           |                 |            |
| Sturm      | 09    | Brennan Johnson | Nottingham Forest  | 23. Mai 2001       | 15       | 2    | 2020  | 25.09.2022      | 3                 |     |             |                 |            |
| Sturm      | 13    | Kieffer Moore   | AFC Bournemouth    | 8. August 1992     | 28       | 9    | 2019  | 25.09.2022      | 3                 |     |             |                 |            |

## Endrunde

### Gruppenauslosung
Bei der Auslosung der Qualifikationsgruppen am 1. April waren die Waliser noch nicht qualifiziert und waren daher Topf 4 zugeordnet. Sie konnten daher in eine Gruppe mit Titelverteidiger Frankreich, Rekordweltmeister Brasilien, Gastgeber Katar oder Deutschland gelost werden. Sie wurden der Vorrundengruppe F mit Gruppenkopf England, dem Iran und den USA zugelost. England ist nach Schottland (107 Spiele) mit 103 Spielen zweithäufigster Gegner der Waliser. Dabei konnten die Waliser 14-mal gewinnen und 21 Remis erzielen, verloren aber 68 Spiele. Den letzten Sieg der Waliser gab es am 2. Mai 1984, danach folgten sechs Niederlagen – die letzte am 8. Oktober 2020. Das Spiel gegen die Engländer ist das erste WM-Spiel zwischen zwei britischen Männermannschaften. Gegen den Iran gab es erst ein Spiel, das im April 1978 gewonnen wurde. Gegen die USA gab es zwei Freundschaftsspiele mit einer Niederlage (26. Mai 2003, 0:2) und einem torlosen Remis (12. November 2020).

### Spiele der Gruppenphase / Gruppe F
| Pl. | Land    | Sp. | S | U | N | Tore    | Diff. | Punkte |
| --- | ------- | --- | - | - | - | ------- | ----- | ------ |
| 1.  | England | 3   | 2 | 1 | 0 | 009:200 | +7    | 07     |
| 2.  | USA     | 3   | 1 | 2 | 0 | 002:100 | +1    | 05     |
| 3.  | Iran    | 3   | 1 | 0 | 2 | 004:700 | −3    | 03     |
| 4.  | Wales   | 3   | 0 | 1 | 2 | 001:600 | −5    | 01     |

| Mo., 21. November 2022 um 22:00 Uhr (20:00 Uhr MEZ) in ar-Rayyan (Ahmed bin Ali Stadium) |   |         |           |                         |
| USA                                                                                      | – | Wales   | 1:1 (1:0) | Gareth Bale (82./Elfm.) |
| Fr., 25. November 2022 um 13:00 Uhr (11:00 Uhr MEZ) in ar-Rayyan (Ahmed bin Ali Stadium) |   |         |           |                         |
| Wales                                                                                    | – | Iran    | 0:2 (0:0) |                         |
| Di., 29. November 2022 um 22:00 Uhr (20:00 Uhr MEZ) in ar-Rayyan (Ahmed bin Ali Stadium) |   |         |           |                         |
| Wales                                                                                    | – | England | 0:3 (0:0) |                         |